# Вычегда
Вы́чегда (коми Эжва) — крупная река на севере Европейской части России в Республике Коми и Архангельской области. Длина — 1130 км, площадь бассейна — 121 тыс. км². Правый и самый большой приток Северной Двины, впадающий в неё в 673 км от устья, около Котласа.

## Этимология
Название реки на коми языке Э́жва значит «луговая вода» от эж «луг, трава, дёрн» и ва «вода». Русское Вычегда сохранило до-коми название реки и известно по меньшей мере с конца XIV века:

Река же едина, ейже имя Вымь, си, обиходящиа всю землю Пермьскую, и вниде въ Вычегду. Река же другая, именем Вычегда, си, исходящиа из земля Пермьскиа и шествующи къ сѣвернѣй странѣ, и своим устьем вниде въ Двину, ниже града Устьюга за 40 поприщъ.— Епифаний Премудрый, Житие Стефана Пермского
Основатель финно-угроведения А. М. Шёгрен считал гидроним Вычегда принадлежащим к вымершему финно-угорскому языку, не относившемуся к финской и пермской группам. С ним согласен А. К. Матвеев, который сравнивает гидроним с мерянским названием реки Выжегда в Переславском районе Ярославской области, включая их в число субстратных топонимов с формантом -хта, -гда (Вологда, Судогда, Рочегда, Печегда). По другой версии, название происходит от «древнеугорского» вич охгт или обско-угорского вандз(и) охт «луговая река», где вич и вандз(и) значат «луг», «трава», а охт, охгт «проток», «речка». При передаче названия на русский язык было добавлено окончание -а. Предполагается, что название на коми языке может быть калькой с древнего названия.

## География
Рельеф бассейна сложился в результате неоднократных оледенений и особенно последней трансгрессии Северного моря. Поверхность равнинная со средней высотой 120—150 м. Днища речных долин широкие, но сами долины сравнительно узкие, без террас. Бассейн сложен пермскими отложениями (глины, мергели), каменноугольным известняком, юрскими и меловыми породами, перекрытыми четвертичными отложениями.
Площадь бассейна покрыта таёжными лесами (ель, сосна, берёза и др.), распространены болота (заболоченность — до 18,6 %). Русло извилистое, уклон реки незначителен (0,000162).
Берёт начало под названием Лунвож на южной окраине Тиманского кряжа в болоте Дзюр-Нюр, после впадения Вой-Вожа принимает название Вычегда.

Бассейн Северной Двины

Разделяется на Верхнюю (от истока до впадения Нема, 346 км), Среднюю (от Усть-Нема до впадения Сысолы, 489 км) и Нижнюю Вычегду (от реки Выми до устья, 296 км). Впадает в Северную Двину вблизи города Котласа. Протекает по территориям Республики Коми и Архангельской области.
Верхние участки бассейна Верхней Вычегды представляют собой расчленённое холмистое плато высотой 200—250 м. Долина шириной до 150—200 м, врезана на 20—40 м. Русло извилистое, много порогов, отмелей, течение быстрое (0,6—0,7 м/с). Ширина реки от 15—20 м до 80—100 м, средняя глубина 3 м (наивысшая до 10 м).

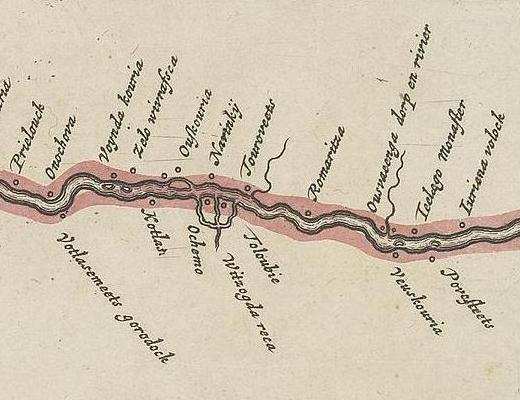
Фрагмент карты, изданной в Амстердаме в 1700 году

Бассейн Средней Вычегды занимает обширную равнину между Тиманским кряжем и возвышенностью Северные Увалы. В верхнем участке течёт по Керчемской долине, расположенной между Немской возвышенностью и возвышенностью Жежимпарма. Ниже — по широкой равнинной низине, отличающейся большой заболоченностью. В правой части бассейна распространены озёра (Донты, Синдорское). Развит карст (рр. Нем, Северная Кельтма, Вымь). Долина шириной до 10 км. Пойма широкая, обычно двусторонняя, заросла лугами, заболочена, много проток (полоев), стариц. Русло от 100 до 680 м шириной, песчано-глинистое с галькой, неустойчивое с перекатами (свыше 120), отмелями и островами. Глубина на перекатах до 0,5 м, на плёсах — 1,5—5 м. Скорость течения 0,3—0,6 м/с (летняя межень) до 1,5—1,8 м/с (половодье). Вычегда относится к рекам с незавершённым меандрированием.
Ландшафтные и гидрологические условия Нижней Вычегды схожи с условиями Средней Вычегды.
Бассейны Вычегды и Камы связывал в XIX веке Северный Екатерининский канал, расположенный в сквозной долине, в пределах которой протекают реки Северная Кельтма и Южная Кельтма. Через палеодолину в Кельтменской депрессии во время оледенения происходил переток вод (Кельтминский спиллвей) из Вычегды в Каму (из-за того, что Вычегда была запружена ледником). Последний переток воды с севера на юг происходил здесь ок. 100 тыс. лет назад.

## Гидрология
Питание снеговое (43—48 %), велика доля подземного (до 35—40 %), что объясняется распространением карстующих пород (известняки, доломит). Водность — от 162 (Усть-Нем) до 601 м³/с (Сыктывкар). Во время весенних половодий река поднимается на несколько метров (у Сыктывкара — от 2 до 6) над средним меженным уровнем, затопляя пойму на многие километры вширь. Среднегодовой расход воды близ устья — 1160 м³/с, что соответствует годовому стоку, равному 36,5 км³. По полноводности Вычегда превосходит Сухону и Юг, вместе взятые с образованием Малой Северной Двины.
| Средний расход воды (м³/с) реки Вычегда по месяцам с 1962 по 1999 гг. (замеры производились на гидрологическом посту в районе д. Федяково, в 65 км от устья) |

## Притоки
Принимает в себя 1137 притоков. Среди них наиболее крупные: Воль, Вишера, Вымь, Ёлва, Яренга — справа; Южная Мылва, Нем, Северная Кельтма, Локчим, Сысола, Виледь — слева. Часть притоков имеет большое рыбохозяйственное значение (нерестовые реки для сёмги): Северная Кельтма, Вымь и др.
Сплавная. Весной судоходна до пристани Вольдино (959 км), в летне-осенний период — до Усть-Кулома (693 км).
По неустойчивости русла и подвижности песков Вычегда занимает первое место в России, что усложняет обеспечение судоходства.
Главные пристани: Сольвычегодск, Яренск, Межог, Айкино, Сыктывкар, Усть-Кулом.
По порядку от устья:
- 6 км: Икса (пр.)
- 6 км: Лименда (Нимянда, Немянда) (лв.)
- 13 км: Старая Вычегда (лв.)
- 25 км: Нюба (Неб-Ю, Неб-Ю-Рень) (пр.)
- 29 км: Большая Ватса (лв.)
- 33 км: Копытовка (лв.)
- 37 км: Большая Коряжемка (Коряжемка) (лв.)
- 39 км: Старая (пр.)
- 48 км: Виледь (Вилять) (лв.)
- 54 км: Нижняя Лупья (Лопья, Лунья) (лв.)
- 66 км: Варзокса (пр.)
- 69 км: Торновка (пр.)
- 80 км: Чакулка (пр.)
- 92 км: Чаинка (пр.)
- 93 км: Секур (лв.)
- 99 км: Верхняя Лупья (Лупья, Лунья) (лв.)
- 102 км: Бердышевка (пр.)
- 105 км: Сойга (пр.)
- 111 км: Тундийка (пр.)
- 116 км: Шулега (пр.)
- 119 км: Сендуга (пр.)
- 123 км: Мирюнник (пр.)
- 128 км: без названия (лв.)
- 129 км: Урдомка (пр.)
- 142 км: прот. Полой Прось (пр.)
- 144 км: Кичева (пр.)
- 149 км: прот. без названия (лв.)
- 164 км: прот. Ленский Полой (пр.)
- 171 км: Вожемка (лв.)
- 197 км: Шиес (Шиэс, Шнег) (лв.)
- 200 км: Яренга (пр.)
- 203 км: Кижмола (пр.)
- 210 км: Ёртым (Иортом) (пр.)
- 218 км: Чернокурка (пр.)
- 227 км: Кунесъю (лв.)
- 233 км: без названия (лв.)
- 243 км: прот. без названия (лв.)
- 247 км: Ёль (пр.)
- 251 км: прот. без названия (лв.)
- 272 км: Шежамка (Шежма-Ю) (пр.)
- 283 км: прот. без названия (пр.)
- 298 км: Вымь (Юлва, в верховье-Эмба) (пр.)
- 304 км: Юрумка (пр.)
- 307 км: прот. без названия (пр.)
- 315 км: прот. Лука-Полой (пр.)
- 331 км: Малый Чернам (пр.)
- 334 км: Нёбъю (Ниод) (пр.)
- 341 км: Пожег (лв.)
- 354 км: Кылэгъю (лв.)
- 363 км: Язёль (лв.)
- 368 км: Эндыю (пр.)
- 377 км: Тыбадью (пр.)
- 385 км: без названия (пр.)
- 386 км: без названия (пр.)
- 398 км: прот. Серт-Полой (лв.)
- 405 км: Кизесъю (пр.)
- 415 км: Дырнас (лв.)
- 420 км: Сысола (лв.)
- 440 км: Лем (Бол. Лем, Лем-Ю, Лиома) (лв.)
- 453 км: Ташъю (пр.)
- 466 км: Кияю (лв.)
- 468 км: прот. без названия (пр.)
- 476 км: Старая Вычегда (пр.)
- 491 км: Пожъян (лв.)
- 493 км: Локчим (Лончима, Лочким, Локшма) (лв.)
- 506 км: без названия (лв.)
- 507 км: Пожъян (лв.)
- 514 км: Ёль (пр.)
- 525 км: Чортас (пр.)
- 527 км: Угдым (лв.)
- 548 км: Понанъю (пр.)
- 550 км: Вишера (пр.)
- 552 км: Уръёль (лв.)
- 563 км: Реньнёб (пр.)
- 564 км: прот. Вож-Ежва (пр.)
- 572 км: прот. Лабором-Ты (лв.)
- 579 км: Новик (пр.)
- 582 км: Эжъесъю (лв.)
- 597 км: Чевъю (Чев) (пр.)
- 607 км: Аныб (лв.)
- 615 км: Ручью (лв.)
- 618 км: Кузобъю (пр.)
- 632 км: Деревянная (лв.)
- 645 км: Ыджыдоз (пр.)
- 664 км: Кужъю (пр.)
- 670 км: Носим (лв.)
- 673 км: Шожым (лв.)
- 677 км: Куломъю (Кулом) (пр.)
- 684 км: без названия (лв.)
- 691 км: Вуктыл (лв.)
- 701 км: Кезидкурья (лв.)
- 709 км: Кельчанки (лв.)
- 709 км: Северная Кельтма (Кельтма) (лв.)
- 710 км: Сед-Ю (Себ-Ю, Себ) (лв.)
- 740 км: Жежимъю (пр.)
- 751 км: Виль (пр.)
- 764 км: без названия (пр.)
- 770 км: Парчью (лв.)
- 781 км: Ньюшор (пр.)
- 785 км: Нем (лв.)
- 796 км: Лопъю (Небдинга) (лв.)
- 809 км: Домъёль (Домна) (пр.)
- 814 км: Южная Мылва (лв.)
- 818 км: Тимшер (Тимшир, Тимшера) (лв.)
- 822 км: Онтижега (пр.)
- 834 км: Большой Ырым (Ырым) (лв.)
- 853 км: Вапол (пр.)
- 864 км: Ыба (пр.)
- 872 км: Ыджыдъизья (пр.)
- 880 км: Большая Пурга (пр.)
- 886 км: Большая Пурга (пр.)
- 893 км: Пожег (пр.)
- 902 км: Гиблечшор (пр.)
- 926 км: Помоз (пр.)
- 939 км: Косью (лв.)
- 942 км: Воль (Выль, Волжемка) (пр.)
- 942 км: руч. Бол. Волькумлэс (пр.)
- 960 км: Кенжан (пр.)
- 963 км: Черь-Вычегодская (Ежва-Черь) (пр.)
- 967 км: Подора (лв.)
- 1002 км: руч. Сэрдъёль (лв.)
- 1007 км: Пузла (лв.)
- 1014 км: Веръю (Вор-Ю) (пр.)
- 1031 км: Вежаю (Вожа-Ю) (пр.)
- 1042 км: Сед-Ю (пр.)
- 1074 км: руч. Власий Пасашор (лв.)
- 1083 км: Войвож (пр.)

## Населённые пункты

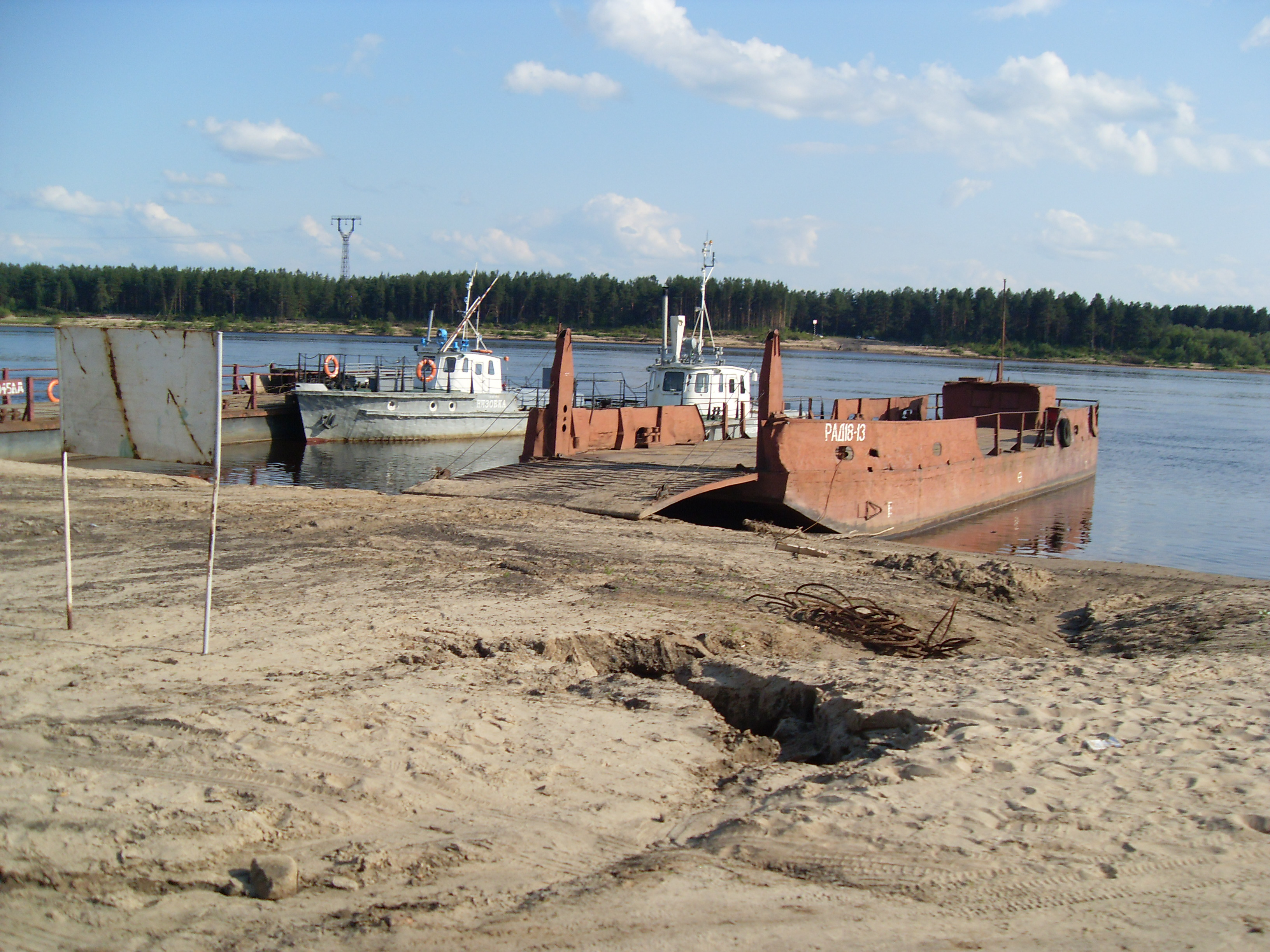
Причал в Сольвычегодске

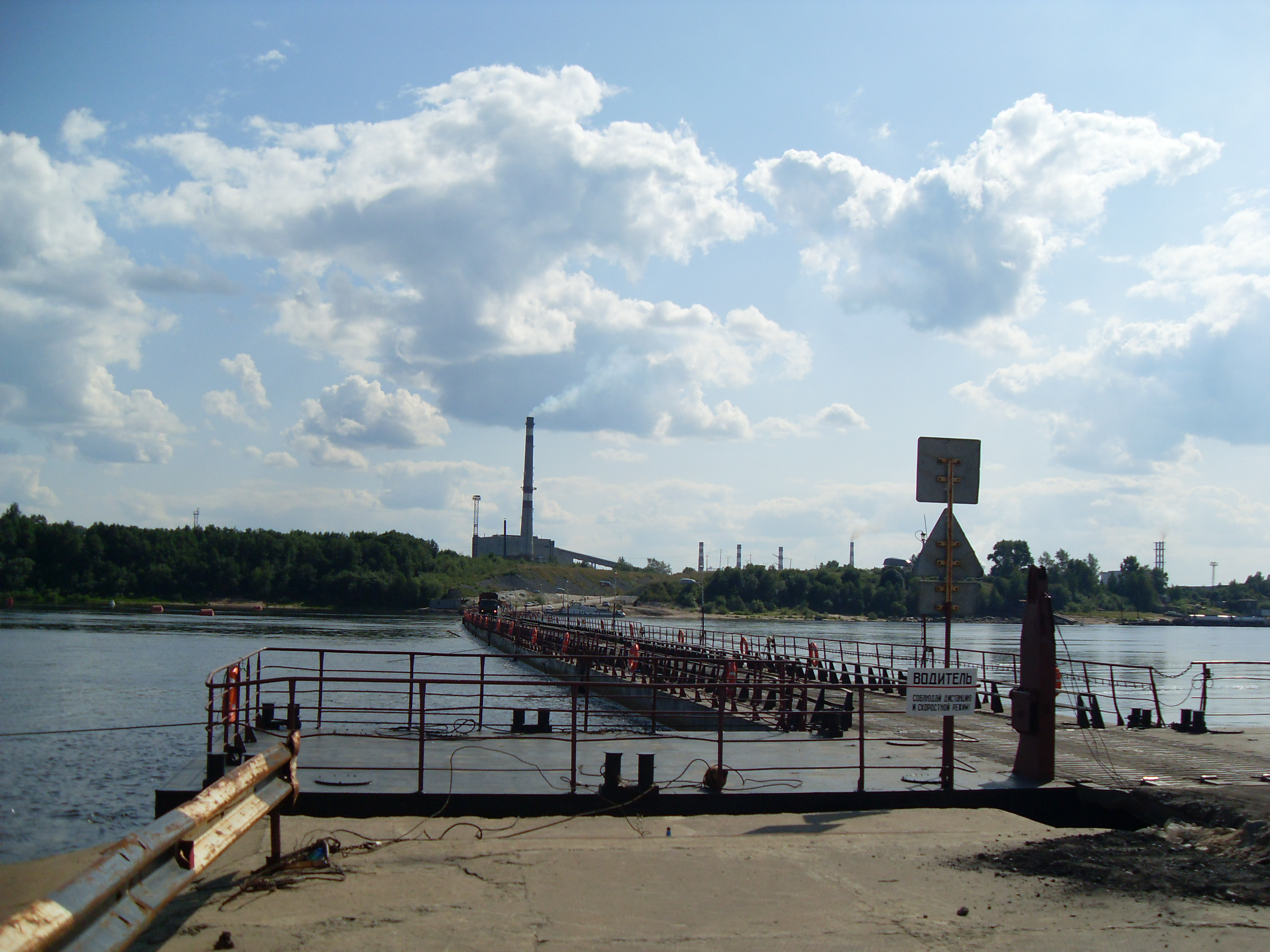
Понтонный мост через реку у Коряжмы. В настоящее время заменён на более широкий

- Город Сыктывкар, пригородные посёлки Седкыркещ, Краснозатонский;
- район г. Сыктывкара Эжва;
- посёлок городского типа Жешарт;
- город Сольвычегодск;
- город Коряжма;
- посёлок городского типа Вычегодский;
- город Котлас;
- деревни Аникеевка, Ануфриевка и др.;
- село Ирта.